# 全音
全音（ぜんおん）は、全音階を構成する2種の音程の大きい方をいう。長二度とも呼ぶ。小さい方は半音である。
- 平均律では全音は半音2つ分に相当し[1]、比率は2の6乗根となる（200セント）。
- ピタゴラス音律の全音は9/8（204セント）である。
- 純正律では全音に9/8（204セント）の大全音と10/9（182セント）の小全音の2種類がある。
- ミーントーンの全音は純正律の長三度（5/4）の半分で、√5/2（193セント）になる。
- ゼンハーモニック音楽の技法として、全音と半音の量と比率自体を置き換えて新たな音階を構築する「MOSスケール」が存在する。

## 参考資料
1. ↑  “全音とは”. コトバンク.  株式会社 朝日新聞社. 2016年11月15日閲覧。